# Model bonitacyjny
Modele bonitacyjne to najczęściej wzory matematyczne opisujące wzrost wraz z wiekiem wysokości górnej drzewostanów na różnych siedliskach. Pozwalają one na wyliczenie wysokości drzewostanu w dowolnym wieku. Wysokość drzewostanu wyliczona według modelu dla wieku bazowego, za który najczęściej przyjmuje się 100 lat, jest określana mianem wskaźnika bonitacji siedliska. Modele bonitacyjne mogą być również opracowane w postaci graficznej jako krzywe bonitacyjne.

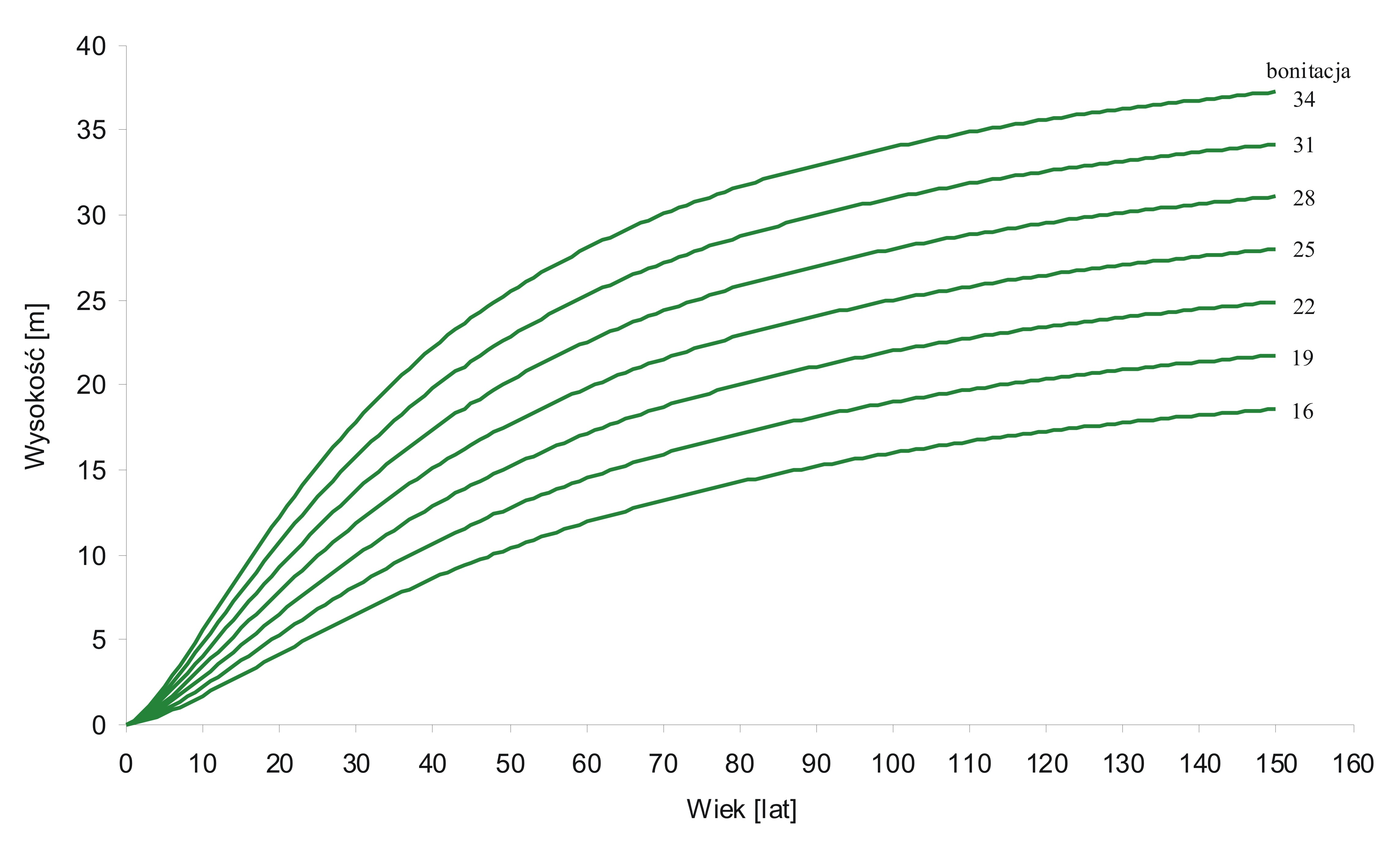
Ryc. 1. Krzywe bonitacyjne dla drzewostanów sosnowych południowej Polski [Socha, Orzeł 2012

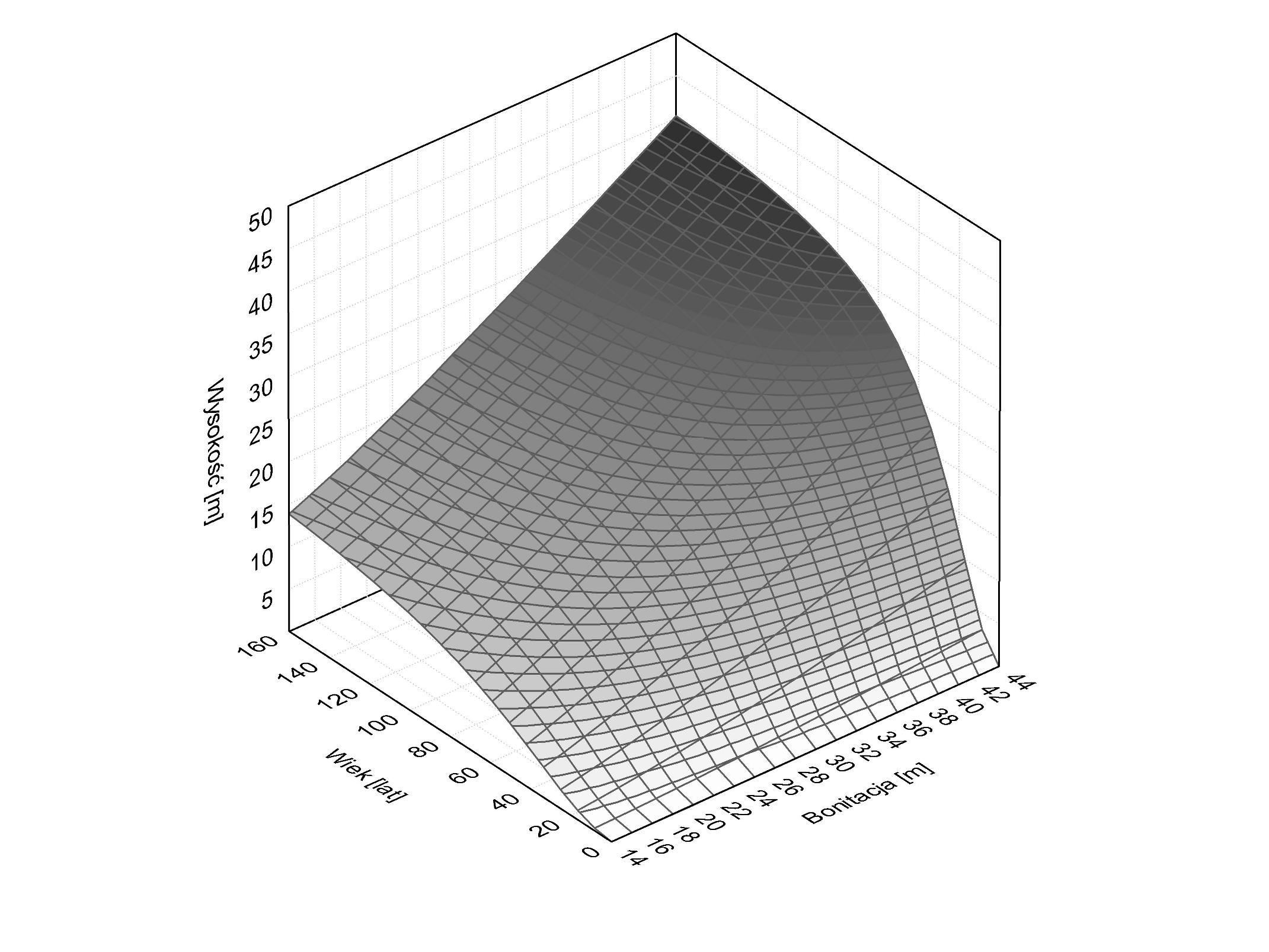
Ryc. 2. Bonitacja jako funkcja wysokości górnej i wieku drzewostanu. Wizualizacja 3-D modelu bonitacyjnego dla górskich drzewostanów świerkowych [Socha 2011].